# ブロッカーズ・学園機士デュエルナイツ
ブロッカーズ・学園機士デュエルナイツ　現:ブロッカーズ(VLOCKer's)とは、2010年12月からホビーメーカーの株式会社ボークスが展開を開始したブロックトイ（プラモデル）で、現在メカ系ブロッカーズとブロッカーズFIOREの2系統で展開されており、ボークス公式サイトのブランド一覧でも「ブロッカーズ」と「ブロッカーズFIORE」で分かれて掲載されている。

元々はカバヤ食品から発売されていた鋼鉄の戦騎デュエルナイツシリーズを完全スピンオフしたオリジナルトイとして誕生した商品である。造形は鋼鉄の戦騎デュエルナイツシリーズと同様、ボークスのグループ会社である「株式会社造形村」が手掛けているために共通のジョイントを有しており、様々に組み合わせ、オリジナルのモデルを作れるのが特徴となっている。
現在は、鋼鉄の戦騎デュエルナイツシリーズとは別に、「ブロッカーズ」単体でボークスのオリジナルトイとして展開がされている。

## 概要（学園機士デュエルナイツ）
公式としての物語は「魔導力によって召喚した『機体』を駆り覇を競う“ナイト・デュエル”を舞台に四つの学園の生徒達が繰り広げる熱血メカバトルストーリー」となってはいるが、公式サイトでのコミック展開をベースにしながらも、パーツを組み上げて自分だけのロボット、自分だけのストーリーを展開させていく事を主眼に置いている。現在ではオリジナルメカを披露し、その腕前を競う全国大会「ブロッカーズ甲子園」というイベントも季節毎に開催している。